# Kittesjön
Kittesjön är en sjö i Nordanstigs kommun i Hälsingland och ingår i Harmångersåns huvudavrinningsområde. Sjön är 16 meter djup, har en yta på 2,28 kvadratkilometer och är belägen 86 meter över havet. Sjön avvattnas av vattendraget Harsjöbäcken (Vattlångsån).

## Delavrinningsområde
Kittesjön ingår i det delavrinningsområde (686842-156201) som SMHI kallar för Utloppet av Kittesjön. Medelhöjden är 146 meter över havet och ytan är 24,55 kvadratkilometer. Det finns ett avrinningsområde uppströms, och räknas det in blir den ackumulerade arean 43,26 kvadratkilometer. Harsjöbäcken (Vattlångsån) som avvattnar avrinningsområdet har biflödesordning 2, vilket innebär att vattnet flödar genom totalt 2 vattendrag innan det når havet efter 21 kilometer. Avrinningsområdet består mestadels av skog (69 procent). Avrinningsområdet har 2,38 kvadratkilometer vattenytor vilket ger det en sjöprocent på 9,7 procent.